# RGF
De afkorting RGF staat voor Ressources Génétiques Fruitières. Het is een project om oude fruitrassen te verzamelen, identificeren en te behouden.

## Projectopzet en doel
In het Centre de Recherche Agronomiques van Gembloers (Gembloux - Wallonië, België), Département de Lutte biologique et Ressources phylogénétique, Ministère des Classes Moyennes et de l'Agriculture (Recherche et Développement) is in 1975 een project gestart met de naam Ressources génétiques et résistance aux maladies des arbres fruitiers. Doel van dit project was het verzamelen van verschillende oude fruitrassen, welke vervolgens werden gescreend op resistentie tegen diverse ziekten. In het project werden diverse oude rassen van verschillende herkomsten verzameld, namelijk:
- appel: 1360 objecten
- peer: 885 objecten
- pruim: 327 objecten
- kers: 61 objecten
- perzik: 20 objecten

## Resistentie en documentatie
In het onderzoek kwam naar voren dat bepaalde oude rassen een hogere resistentie bezitten tegen bepaalde ziekten. De meest waardevolle rassen zijn vanaf 1985 opnieuw op de markt gebracht, door er enthout van uit te geven aan boomtelers. De rasnaam wordt daarbij gevolgd door de aanduiding RGF, zodat voor iedereen zichtbaar is dat het ras uit het RGF-programma komt. De RGF-rassen worden soms ook Gembloux-rassen genoemd, naar de locatie van het onderzoeksinstituut. Tevens is er door het onderzoeksinstituut van alle opnieuw uitgegeven oude rassen een uitgebreide documentatie gemaakt met beschrijvingen en afbeeldingen.

## Rassen
Op dit moment zijn de navolgende 11 oude appelrassen uit het RGF-programma geïntroduceerd:
- Grenadier (RGF);
- Président Roulin (RGF);
- La Paix (RGF);
- Cwastresse Double (RGF):
- Reinette de Blenheim (RGF);
- Radoux (RGF);
- Joseph Musch (RGF);
- Godivert (RGF);
- Gris Braibant (RGF);
- Reinette Hernaut (RGF);
- Reinette Evagil (RGF).

Op dit moment zijn de navolgende 4 oude pruimenrassen uit het RGF-programma geïntroduceerd:
- Belle de Thuin (RGF);
- Wignon (RGF);
- Prune de Prince (RGF);
- Sainte-Catherine (RGF).

Er is één perzikras uit het RGF-programma geïntroduceerd, te weten:
- Fertile de Septembre (RGF).

Van de onderzochte peren- en kersenrassen zijn geen nieuwe introducties gedaan.

## Verkrijgbaarheid
De RGF-rassen zijn bij enkele boomtelers, voornamelijk in België, verkrijgbaar.